# How Jones Lost His Roll

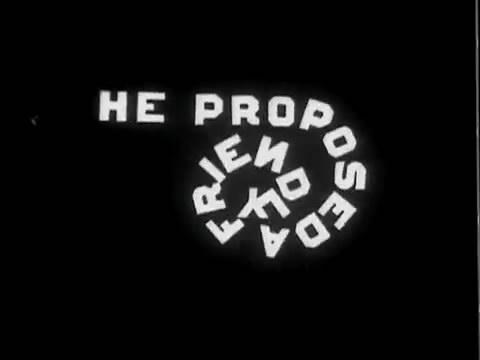
Intertitre en mouvement

How Jones Lost His Roll est un film muet américain réalisé par Edwin S. Porter sorti en 1905.

## Synopsis
Jones sort d'un bâtiment,une liasse de billets à la main. Il rencontre son voisin, lui proposant d'aller chez lui pour une partie de cartes.
Lors de cette partie, il triche et vole à Jones tout l'argent qu'il avait sur lui et même ses vêtements.

## Fiche technique
- Titre original : How Jones Lost His Roll
- Réalisation : Edwin S. Porter
- Chef opérateur : Edwin S. Porter
- Pays de production : États-Unis
- Format : Noir et blanc
- Genre : Comédie
- Durée : 7 minutes
- Date de sortie : États-Unis : mai 1905

## Autour du film
En faisant bouger des lettres sur l'écran avant de les immobiliser dans l'ordre pour obtenir l'intertitre souhaité, Edwin S.Porter signe avec ce film la première animation image par image.